# Гурово (Омская область)
Гурово — село в Муромцевском районе Омской области России. Административный центр и единственный населённый пункт Гуровского сельского поселения.

## История
Основано в интервале между 1782 и 1795 годами. Основателями ее были крестьяне Бергамакской слободы: Федор Иванович Гуров, Кузьма Степанович Дурнов, Фома Новиков, Абрам Белозеров, Прокоп Лисин, Михаил Ласнаков . Самая многочисленная  семья Федора Гурова, имевшая 4 женатых сына , 5 внуков , а всего 22 души обоего пола , очевидно и дала повод назвать вновь основанное поселение- Гурово.  В первые годы село отличалось малочисленностью. В 1795 г. здесь проживало 56 человек . С 1800 по 1810 годы село имело лишь 8 дворов. В конце 1840-х годов сюда из Рязанской губернии перевели рабочий люд , крестьян из Новгородской губернии и Мезенского уезда. 
« В 1850-е годы деревня поселяются выходцы из Воронежской и Тамбовской губернии, из Омского округа , Муромцево, Кокшенево , Бергамака . В результате 1897 г. население Гурово увеличилось более чем в 10 раз и составило 811 человек , в 6,5 раз увеличилось число дворов. Такой прирост населения позволил заложить прочные основы жизнедеятельности села .
Рост населения был тесно связан с особенностями хозяйственной деятельности селения , его природным окружением. В начале XX в. в Гурово имелись торговая лавка, хлебозапасный магазин, ветряная мельница, водяная мельница на речке Сюткес, построенная в середине XIX в. Крестьянином Иваном Губкиным , на арендованной у общества земле , кузница, маслодельный завод , открытый в 1901 г. на артельной основе. Расположение села на тракте обязывало содержать земскую станцию по обслуживанию  перевозок . Эти функции сохранялись за Гурово до 1920-х годов.»
. По сообщению Сибирской торговой газеты №190 от 29 августа 1909года, выходившей в городе Тюмень, 19 мая 1909 года в деревне Гуровой произошел крупный пожар .«19 мая 1909 года в деревне Гуровой Бергомакской волости  пожаром уничтожены постройки и хлеб у 21 домохозяина и кроме того здание общественного маслодельного завода со всеми принадлежностями, за исключением сепаратора ».
По архивным данным в 1903 году в Гуровой насчитывалось 808 жителей. 
Хозяйственный облик деревни дополняют данные 1916 г. В Гурово насчитывалось более 130 хозяйств , владевших пашней в четыре сотни десятин. Первое место в посевах занимал овес -130 десятин , затем шли яровая пшеница - 96  и рожь - 60 десятин. Остальная пашня была занята ячменем , просом, горохом, гречихой .
После установления Советской власти в 1921 году в Гурово был образован сельский совет. В 1924году в него помимо Гурово  входили Сергеевка, Верхний Сюткес (Щегловка), и уже забытые в наше время, деревня Михайловка и поселок Александровский.В феврале 1922 года создается Туровская маслодельная артель, у истоков формирования короткой стояло 34 хозяйства. В конце 1924 года в маслоартель входило уже 93 хозяйства. Среди этих хозяйств 51 было беднятское, до 4 коров, а бедняк С. А. Володьков имел даже 5 дойных коров. 35 хозяйств были середнятские, имевшие от 2 до 7 коров. Зажиточный хозяйств в артели было 7. Эти хозяйства имели значительный разброс в количестве дойных коров: от 3 коров в хозяйстве С. Ф. Прокудина до 10 у А.И. Базыгина. В среде зажиточных много коров  имели: И.К. Мельников, П.Г. Сушков, П.Т. Марухленко, Е.Т. Гуров и др. Деление на бедников и зажиточных осуществлялось сельсоветом не только по числу дойных коров, а с учётом стоимости всего живого и неживого имущества в хозяйстве .
В начале 30-х  годов были организованы колхозы : «Новый путь» 1930, «имени Фрунзе» 1931, «Новая жизнь»1933, «Вожак » 1934
В 1928 году состояло из 179 хозяйств, основное население — русские. Центр Гуровского сельсовета Муромцевского района Тарского округа Сибирского края.

## Население
| 2010 | 2011 | 2012 | 2013 | 2014 | 2015 | 2016 |
| ---- | ---- | ---- | ---- | ---- | ---- | ---- |
| 760  | ↘757 | ↗773 | ↘769 | ↘759 | ↘751 | ↘745 |
| 2017 | 2018 | 2019 | 2020 | 2021 | 2023 |      |
| ↘727 | ↘698 | ↘689 | ↗697 | ↘594 | ↘571 |      |